# Spartan South Midlands Football League
Die Spartan South Midlands Football League ist eine englische Fußballliga für das Gebiet von Hertfordshire, dem nordwestlichen Greater London, Teilen von Buckinghamshire und dem südlichen Bedfordshire.

## Geschichte
Die heutige Liga stellt einen Zusammenschluss aus mehreren Fußballligen dar, deren älteste, die Bedfordshire County League, ihren Ursprung im Jahre 1922 hatte. Nach der Ausweitung des Einzugsgebiets im Jahre 1929 auch auf umliegende Counties änderte die Liga erstmals ihren Namen in South Midlands League. Im Jahre 1997 schloss sich die Liga mit der London Spartan League zusammen, wodurch sich das Einzugsgebiet nochmals erheblich ausweitete und änderte den Namen abermals in die heutige Bezeichnung Spartan South Midlands Football League.

## Spielklassenstruktur
Die Liga organisiert derzeit drei in das National League System eingegliederte Spielklassen. Die höchste dieser drei Spielklassen, die Premier Division, befindet sich auf der neunten Ebene des Ligasystems. Nach dem aktuellen Hauptsponsor wird die Liga derzeit auch als Molten Spartan South Midlands Football League Premier Division bezeichnet. Auf der zehnten bzw. elften Ebene des Ligasystems befinden sich die Division One und die Division Two.
Der Meister der Premier Division steigt in die Isthmian League auf. Die schlechtesten Vereine der Division Two steigen in den Spielbetrieb diverser sub-regionaler Fußballligen ab. Die Liga organisiert zudem zwei weitere Spielklassen für die Reservemannschaften der teilnehmenden Vereine, die Reserve Division One und die Reserve Division Two, die jedoch wie in England üblich, nicht in das Ligasystem integriert sind.

## Meister
Seit der letzten Ligenreform im Jahre 1997 gewannen folgende Mannschaften die Meisterschaft der Spartan South Midlands Football League Premier Division:
- 1997/98: Brache Sparta (Nord), Brook House (Süd)
- 1998/99: Barkingside
- 1999/00: Arlesey Town
- 2000/01: Beaconsfield SYCOB
- 2001/02: London Colney
- 2002/03: Dunstable Town
- 2003/04: Beaconsfield SYCOB
- 2004/05: Potters Bar Town
- 2005/06: Oxford City
- 2006/07: Edgware Town
- 2007/08: Beaconsfield SYCOB
- 2008/09: Biggleswade Town
- 2009/10: Aylesbury
- 2010/11: Chalfont St. Peter
- 2011/12: Royston Town
- 2012/13: Dunstable Town
- 2013/14: Hanwell Town
- 2014/15: Kings Langley
- 2015/16: AFC Dunstable
- 2016/17: London Colney
- 2017/18: Welwyn Garden City
- 2018/19: Biggleswade
- 2019/20: Abbruch der Meisterschaft aufgrund der COVID-19-Pandemie
- 2020/21: Abbruch der Meisterschaft aufgrund der COVID-19-Pandemie
- 2021/22: New Salamis